# 마이크로텍 나이프스
마이크로텍 나이프스(Microtech Knives, Inc.)는 비로비치에 1994년 설립된 나이프 제조 회사로, 자동 나이프로 유명하다. 2005년 브래드포드, 펜실베이니아로, 2009년 플레처, 노스캐롤라이나로 이전했다. 2018년에는 인근의 밀스 리버, 노스캐롤라이나로 본사 건물을 확장했다. 현재 마이크로텍은 두 개의 활성 제조 공장과 한 개의 본사 건물을 운영하고 있다.

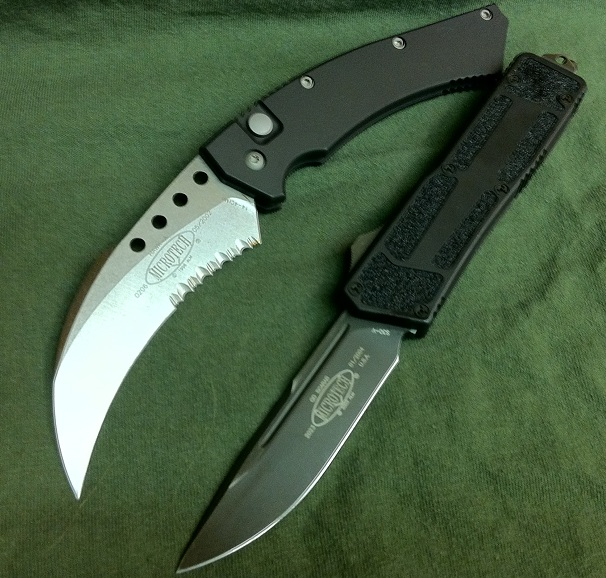
마이크로텍 호크 및 OTF 스캐럽

이 회사는 오랫동안 0.001인치(0.001") 이내의 정밀 가공 공차에 대한 품질을 강조해 왔다. 마이크로텍은 미군에서 사용되는 HALO, UDT, SOCOM, 506 보병 연대 (미국)의 커라히(Currahee) 모델과 같은 나이프를 설계했다. 그렉 라이트풋과 같은 커스텀 나이프 제작자들은 이러한 공차가 공장 나이프를 커스텀 디자인과 매우 흡사하게 만든다고 언급했다: "수제 커스텀과 동일한 품질을 가지고 있습니다."
과거 마이크로텍은 식칼, 낚시 칼, 화살촉, 버터플라이 나이프 등 다양한 형태의 칼날을 생산했지만, 마이크로텍은 전술 자동 나이프로 가장 유명하다. 수집가들 사이에서 가장 인기 있는 디자인은 "아웃 더 프론트" (OTF)와 "더블 액션"(D/A) 자동 나이프이다. 마이크로텍은 벤치메이드 나이프스와 함께 1990년대 전술 자동 나이프의 인기를 되살리는 데 기여했다. 이 나이프들은 값싼 수입품이 아닌, 강력한 스프링과 고급 부싱을 활용한 정밀 제작 도구로 여겨졌다.
마이크로텍은 어니스트 에머슨, 밥 테르주올라, 믹 스트라이더, 월터 브렌드, 마이크 터버, 그렉 라이트풋, 리스 와일랜드, 보르카 블레이드(세바스티얀 베렌지), 바스티엔 코브스(바스티넬리 나이프스)와 같은 유명 나이프 제작자 및 디자이너와 독점 디자인 협업을 진행했다. 마이크로텍 나이프스의 "HALO"는 텔레비전 시리즈 24에 등장했다.

## 마이크로텍 소형 무기 연구
마이크로텍 소형 무기 연구 (MSAR)는 마이크로텍 나이프스의 자회사로, 슈타이어 AUG의 미국 생산 버전인 MSAR STG-556을 제조했다. 2007년 SHOT 쇼에서 처음 공개된 MSAR STG-556은 AUG A1 클론으로, 민간용 반자동 버전과 군/법 집행 기관용 선택 발사 버전이 있었다.
MSAR은 라이플 액세서리를 판매했지만, 2015년 3월 마이크로텍 나이프스에서 이 부문을 폐쇄했다.

## 마이크로텍 디펜스 인더스트리
마이크로텍 디펜스 인더스트리(Microtech Defense Industries)는 마이크로텍 나이프스의 현재 부문으로, 첨단 총기 액세서리를 독점적으로 제조한다. 첫 제품은 2019년에 출시된 R2K9 9mm 소음기였으며, 공인 딜러를 통해 활발히 판매되고 있다.